# Skatteverket
Skatteverket (dansk: ~ skattevæsenet) er en statslig forvaltningsmyndighed i Sverige. Skatteverket står for opkrævning af alle former for skatter og afgifter.
Skatteverket har også andre opgaver, fx udstedelse af ID-kort (Personbevis). Den 1. januar 2016 afgiver Skatteverket folkebogføringen (folkeregistrene) til kommunerne.
I sin nuværende form blev Skatteverket oprettet den 1. januar 2004, da Riksskatteverket (RSV) og landets daværende 10 skattemyndigheter blev slået sammen.

## Ledelse
Som ledere for Skatteverket (tidligere: Riksskatteverket) er der ansat en generaldirektør (chef) og en overdirektør.

### Generaldirektører (chefer)
- 1971–1983: Gösta Ekman
- 1983–1995: Lennart Nilsson
- 1996–1999: Anitra Steen, tidligere statssekretær, gift med statsminister Göran Persson i 2003.
- 1999–2010: Mats Sjöstrand
- 2010–nu: Ingemar Hansson

### Overdirektører
- 1995-2004: Alf Nilsson
- 2005-2009: Katrin Westling Palm
- 2009–2012: Magdalena Andersson, finansminister fra 2014.
- 2012–nu: Helena Dyrssen, tidligere statssekretær og partisekretær for Folkpartiet.